# ファリードゥッディーン・アッタール
ファリードゥッディーン・アッタール（ペルシア語: فَریدالدّین عطّار Farīd al-Dīn ‘Aṭṭār: 1140年代頃 - 1221年頃）は、現在のイラン東部、ホラーサーン地方ニーシャープール出身の、代表的なホラーサン派神秘主義詩人。全名はファリードゥッディーン・アブー・ハミード・ムハンマド・ブン・イブラーヒーム・アッタール・ニーシャープーリー ペルシア語: فَریدالدّین ابوحامِد محمّد بن ابراهیم عطّار نيشاپورى Farīd al-Dīn Abū Ḥāmid Muḥammad b. Ibrāhīm ‘Aṭṭār Nīshāpūrī、ファリード・アッタールの雅号で知られている。代表作は韻文では『鳥の言葉』 英: The Conference of the Birds)、散文では『神秘主義聖者列伝』がある。ジャラール・ウッディーン・ルーミーはじめ後世のスーフィー詩人たちに多大な影響を与えているが、自著で自分自身についてはほとんど語っていない事もあり、その生涯については後世に付加されたと思われる伝説的な色合いの逸話が多く、詳しく分かっていない。単にアッタールとも呼ばれる。

## 概要
「アッタール」（عطّار ‘Aṭṭār）とはアラビア語で医薬、薬物、薬草（عطر ‘aṭr）を扱う「薬物商」のことで、前近代の「アッタール」たちは医療等の日々の薬草や薬物の調合の他に医師として患者の簡単な診療なども行っていた。そのため、ファリードゥッディーン・アッタールの伝承では、その名の通り普段は父から受け継いだ薬物商を営みながら、スーフィズムの詩作に耽っていたと言われている。アッタールの特徴は宮廷詩人やスーフィー、ダルヴィーシュのような純粋な修行者・神秘主義者の詩人ではなく、ニーシャープールで生業を営みながらスーフィー的な神秘主義詩を数多く残している点にある。
アッタールは生涯にメッカ巡礼を行い、様々な神秘主義者と交流し、散文で多くの作品を著したが俗説で約114編ある内、現存しているのは20編近くである。晩年にニーシャープールにて若かったルーミーに出会い、その将来を託して自作の詩集『神秘の書』を贈ったという逸話は名高い。1221年頃、ニーシャープールにモンゴル帝国軍が侵入した際に殺害されたという説が古くからあるが、没年も詳しくは不明である。

## 謎の生涯

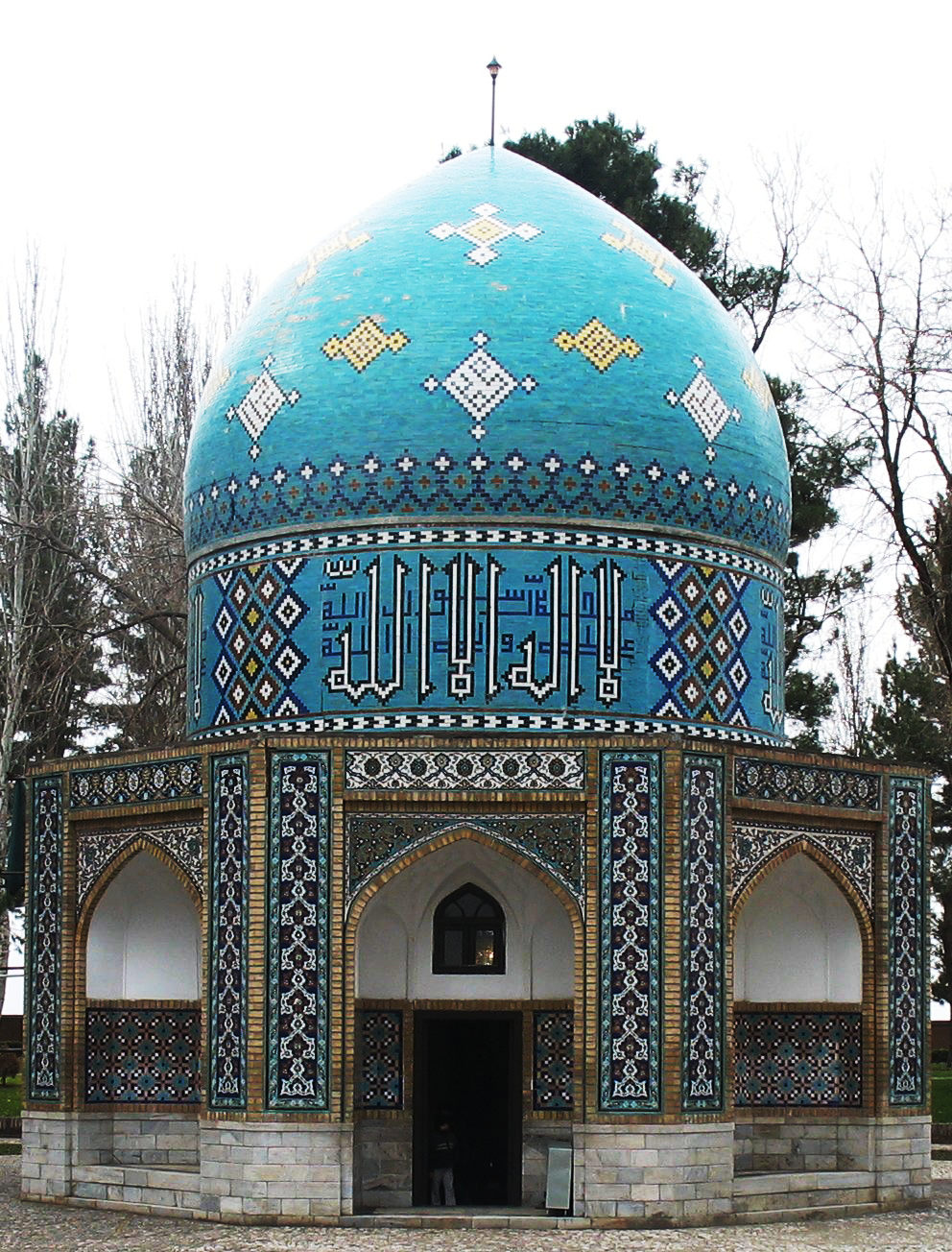
ニーシャープールのアッタール廟

チェコのペルシア語文学研究者リプカ Jan Rypka の評によれば、代表的なスーフィー詩人としてハキーム・サナーイー、アッタール、ジャラール・ウッディーン・ルーミーをあげている。ペルシア神秘主義三大詩人、三大スーフィーの一に数えられ、アッタールとサナーイーはペルシアの神秘主義を築き、二大スーフィー詩人の一人でもある。特にルーミーはサナーイーとアッタールを先達として仰ぎ、自らを彼らの精神的後継者と任じていた。ルーミーが戦乱を逃れて幼年時代に家族とともに生地バルフからニーシャープールへ逃れて来た時期に、晩年のアッタールより手ずから自作の詩集『神秘の書（Asrār Nāma）』を贈られたという。神学者のナスィールッディーン・トゥースィーはニーシャープール滞在時代に詩学をアッタールから学んだとされるが定かではない。
アッタールの詳しい伝記は死後数世紀経ったものしか知られておらず、ティムール朝宮廷で活躍した15世紀後半の神秘主義詩人、ジャーミーの神秘主義聖者列伝『親交の息吹き（Nafaḥāt al-Uns min ḥaḍarāt al-quds）』（1476年）や同じくダウラト・シャー・サマルカンディーの『詩人伝（Tadhkira al-Shuʿarāʾ）』（1486年）が最も早いアッタールの伝記である。ジャーミーによると生年は記していないが、ヒジュラ暦627年（1229年 - 1230年）に異教徒のタタールつまりモンゴル人によって殺害され、このとき114歳であったという。サマルカンディーの『詩人伝』は興味深い逸話が豊富なものの歴史的な誤りが多く悪名高い作品だが、それによると、アッタールはセルジューク朝のサンジャル（在位 1118年 - 1157年）の治世晩年のヒジュラ暦513年（1119年）に誕生し、ヒジュラ暦627年に114歳でモンゴル兵の手に掛かって殺害された、としている。伝統的に長らくこのモンゴルによる殺害と114歳死亡説が信じられて来た。しかし、後述のように現在では114歳死亡説はほぼ否定されている。イランで20世紀に代表的なアッタール研究者にナフィースィーとフォルーザーンファルがおり綿密な文学作品研究を行っているが、両者の研究でも没年については確定までは至っておらず、ナフィースィーはアッタールの生没年をヒジュラ暦537年（1142年）から627年（1230年）、フォルーザーンファルはヒジュラ暦540年（1145年）から618年（1221年）であろう、としている。

## 著作
アッタールの作品は後世の詩人伝などで生涯は114歳で作品数も114であったと言われたりしている。しかし、現代の文学研究ではこれらの「114」という数字は『クルアーン』の114章に合わせた数字に過ぎず、信用に足りないとされている。20世紀に入り、イランでナフィースィー Saʿīd Nafīsī やフォルーザーンファル Badīʿ al-Zamān Forūzānfar というふたりの文学研究者たちがアッタール研究を進め、114歳説はほぼ否定された。サマルカンディーは『詩人伝』のなかで『鳥の言葉』をはじめ真贋含む数十点の作品をアッタールのものとしてあげているが、ナフィースィーとフォルーザーンファルの綿密な照合研究によって、その多くが後世にアッタールに仮託された偽作であることが判明した。サマルカンディーがあげる作品群のうち、ナフィースィーの精査で真作と思われるものは、散文として『神秘主義聖者列伝』、詩集としては『鳥の言葉』『神秘の書』『神の書』『厄災の書』『四行詩選集』で、ナフィースィーはこれら以外に３作品『忠言の書』『ホスローの書』『アッタール詩集』を加えている。
散文
- 『神秘主義聖者列伝（アラビア語: تذکرة الاولیا Tadhkira al-Awlīya）』

韻文（句数はナフィースィーによるが、写本・刊本によって異なるためおおよそのもの）
- 『鳥の言葉（アラビア語: منطق الطیر Mantiq al-Ṭayr またはアラビア語: مقامات الطیور Maqāmāt al-Ṭuyūr）』　4,300句

アッタールの最も美しいマスナヴィーである。象徴的なアレゴリーで謳われ、スーフィズムの階梯の上昇が述べられている。この寓話では、鳥の一団がヤツガシラを道案内し、スィームルグ(神の象徴)を探しに出かける。中には途中の困難にめげてしまう鳥もおり、大半が途中で脱落してしまう。とうとう30羽の鳥が7階梯、すなわちカーフ山での探求、愛、叡智、隠遁・独居、絶対唯一性の体認、茫然自失、消滅を遂げて最高の階梯に到達し、探していたスィームルグは彼ら自身である(30羽の鳥：スィームルグ)ことを認識するのである。
- 『神秘の書（ペルシア語: اسرار نامه Asrār-Nāma）』　3,100句
- 『神の書（ペルシア語: الهی نامه Ilāhī-Nāma）』　6,700句
- 『厄災の書（ペルシア語: مصیبت نامه Muṣībat-Nāma）』　7,000句
- 『四行詩選集（ペルシア語: مختارنامه Mukhtār-Nāma）』　5,000句
- 『忠言の書（ペルシア語: پند نامه Pand-Nāma）』　850句
- 『ホスローの書（ペルシア語: خسرونامه Khusraw-Nāma）』　8,000句
- 『アッタール詩集（ペルシア語: دیوان عطار Dīvān-i ‘Aṭṭār）』　10,000句

アッタールの作品の特徴は、スーフィー聖者たちが語ったことや彼らにまつわる逸話が多く、神話や歴史、宗教者などの逸話や比喩を多用する点にある。神秘主義や宗教的な問題についての難解な理論や教義を説くのではなく、民衆にも分かり易いような比喩や物語を用いる事で、神秘主義の教義や要諦を説く事を心掛けた。これはアッタールだけでなく、中世のスーフィー指導者たちなどにも多く見られる特徴である。アッタールは19 - 20世紀を代表するイスラーム文学者ブラウン Edward Granville Browne をはじめ西欧の古典文学者たちから「生来のストーリーテラー」と評されているが、アッタールも作中で自らを「おしゃべり（pur gū'ī）」「多弁（bisyār gū'ī）」と自認しかつ自負しており、作中に物語や比喩を豊富に用いることを信条としていた。宮廷的教養と無縁の神秘家であった彼の著作は、アシュアリー学派の教義が色濃く反映している。その詩作品には、神秘家の心的境地 (ハール)が、簡明かつ素朴な言葉で映し出されており、古典定型詩の形式的技巧を土台とする宮廷詩人の作品とは、形態的にも、信条的にも相違する独自の詩的世界が展開されている。

## 日本語訳
- 『イスラーム神秘主義 聖者列伝』ファリード・ゥッディーン・ムハンマド・アッタール／藤井守男訳、国書刊行会、1998年6月
- アッタール『鳥の言葉　ペルシア神秘主義比喩物語詩』 黒柳恒男訳、平凡社東洋文庫、2012年5月
- アッタール『神の書　イスラーム神秘主義と自分探しの旅』 佐々木あや乃訳、平凡社東洋文庫、2019年8月